# Elektroujemność
Elektroujemność, skala elektroujemności – miara tendencji do przyciągania elektronów przez atomy danego pierwiastka, gdy tworzy on związek chemiczny z atomami innego pierwiastka. Bardziej elektroujemny pierwiastek „przyciąga” do siebie elektrony tworzące wiązanie z atomem mniej elektroujemnym, co prowadzi do polaryzacji wiązania. W skrajnym przypadku, gdy elektroujemności obu pierwiastków bardzo się różnią (np. sód i chlor), dochodzi do pełnego przeskoku elektronów na bardziej elektroujemny atom, co prowadzi do powstania wiązania jonowego.
Elektroujemność pierwiastków jest często zależna od układu atomów w danym związku, ich stopnia utlenienia, przyjętej w danym momencie hybrydyzacji i dość często zdarza się, że wiązania polaryzują się odwrotnie niżby to wynikało z formalnej elektroujemności związanych pierwiastków. Mimo to zaproponowano wiele sposobów, aby ilościowo zdefiniować ogólną elektroujemność pierwiastków.

## Skala Paulinga
Pierwszą taką propozycją była skala Paulinga, oparta na pomiarach energii i polaryzacji wiązań prostych dwuatomowych związków chemicznych, opracowana przez Linusa Carla Paulinga w 1932. Jest to skala empiryczna oparta na doświadczalnych wielkościach termodynamicznych. Miarą różnicy elektroujemności pierwiastków A i B na skali Paulinga jest różnica energii wiązania heterojądrowego A-B i średniej energii homojądrowych wiązań A-A i B-B.
Zgodnie z tą skalą największą elektroujemność ma fluor (E = 4), najmniejszą – cez i frans (E = 0,7), pozostałe pierwiastki są umieszczone pomiędzy (np.: Li : 1,0, Be : 1,5, B : 2,0, C : 2,5, N : 3,0, O : 3,5, F : 4,0). Elektroujemność rośnie ze wzrostem liczby atomowej w okresach i maleje w grupach układu okresowego. Wartość na skali Paulinga jest wielkością uśrednioną lub ograniczoną i dotyczącą tylko pewnej grupy połączeń pierwiastka.
Skala ta jest wciąż najczęściej używana, jednak bardzo mało precyzyjna i często prowadzi do błędnych wniosków.
Mimo że skala Paulinga została stworzona metodami eksperymentalnymi, Allred i Rochow wykazali, że jest ona w gruncie rzeczy zależna od liczby elektronów występujących w atomach danego pierwiastka i kwadratu jego promienia walencyjnego.
| Grupa →    | 1       | 2       | 3       | 4       | 5       | 6       | 7       | 8       | 9       | 10      | 11      | 12      | 13      | 14      | 15      | 16      | 17      | 18      |  |
| ---------- | ------- | ------- | ------- | ------- | ------- | ------- | ------- | ------- | ------- | ------- | ------- | ------- | ------- | ------- | ------- | ------- | ------- | ------- |  |
| ↓ Okres    |         |         |         |         |         |         |         |         |         |         |         |         |         |         |         |         |         |         |  |
| 1          | H 2,20  |         |         |         |         |         |         |         |         |         |         |         |         |         |         |         |         | He      |  |
| 2          | Li 0,98 | Be 1,57 |         |         |         |         |         |         |         |         |         |         | B 2,04  | C 2,55  | N 3,04  | O 3,44  | F 3,98  | Ne      |  |
| 3          | Na 0,93 | Mg 1,31 |         |         |         |         |         |         |         |         |         |         | Al 1,61 | Si 1,90 | P 2,19  | S 2,58  | Cl 3,16 | Ar      |  |
| 4          | K 0,82  | Ca 1,00 | Sc 1,36 | Ti 1,54 | V 1,63  | Cr 1,66 | Mn 1,55 | Fe 1,83 | Co 1,88 | Ni 1,91 | Cu 1,90 | Zn 1,65 | Ga 1,81 | Ge 2,01 | As 2,18 | Se 2,55 | Br 2,96 | Kr 3,00 |  |
| 5          | Rb 0,82 | Sr 0,95 | Y 1,22  | Zr 1,33 | Nb 1,6  | Mo 2,16 | Tc 1,9  | Ru 2,2  | Rh 2,28 | Pd 2,20 | Ag 1,93 | Cd 1,69 | In 1,78 | Sn 1,96 | Sb 2,05 | Te 2,1  | I 2,66  | Xe 2,6  |  |
| 6          | Cs 0,79 | Ba 0,89 | *       | Hf 1,3  | Ta 1,5  | W 2,36  | Re 1,9  | Os 2,2  | Ir 2,20 | Pt 2,28 | Au 2,54 | Hg 2,00 | Tl 1,62 | Pb 2,33 | Bi 2,02 | Po 2,0  | At 2,2  | Rn 2,2  |  |
| 7          | Fr 0,7  | Ra 0,9  | **      | Rf      | Db      | Sg      | Bh      | Hs      | Mt      | Ds      | Rg      | Cn      | Nh      | Fl      | Mc      | Lv      | Ts      | Og      |  |
|            |         |         |         |         |         |         |         |         |         |         |         |         |         |         |         |         |         |         |  |
| Lantanowce | *       | La 1,1  | Ce 1,12 | Pr 1,13 | Nd 1,14 | Pm 1,13 | Sm 1,17 | Eu 1,2  | Gd 1,2  | Tb 1,1  | Dy 1,22 | Ho 1,23 | Er 1,24 | Tm 1,25 | Yb 1,1  | Lu 1,27 |         |         |  |
| Aktynowce  | **      | Ac 1,1  | Th 1,3  | Pa 1,5  | U 1,38  | Np 1,36 | Pu 1,28 | Am 1,13 | Cm 1,28 | Bk 1,3  | Cf 1,3  | Es 1,3  | Fm 1,3  | Md 1,3  | No 1,3  | Lr 1,3  |         |         |  |
|            |         |         |         |         |         |         |         |         |         |         |         |         |         |         |         |         |         |         |  |

## Skala Allreda-Rochowa
Inną skalę zaproponowali Allred i Rochow, którzy obliczyli elektroujemność na podstawie liczby atomowej i efektywnego promienia walencyjnego atomów.
Skala Allreda oparta jest na pojęciu „siły przyciągania” elektronów przez jądra atomów. Siła ta została zdefiniowana wzorem:
{\displaystyle F={\frac {e^{2}\cdot Z}{r^{2}}}}
gdzie:
- {\displaystyle r} – odległość między elektronami walencyjnymi (tj. znajdującymi się na najbardziej zewnętrznej powłoce w atomie) a jądrem atomu, zwana też promieniem walencyjnym;
- {\displaystyle e\cdot Z} – efektywny ładunek elektronu „odczuwany” przez jądro, wynikający z jego nominalnego ładunku e oraz całkowitego ładunku wszystkich elektronów w atomie, który ekranuje działanie jądra na elektrony walencyjne (współczynnik Z).

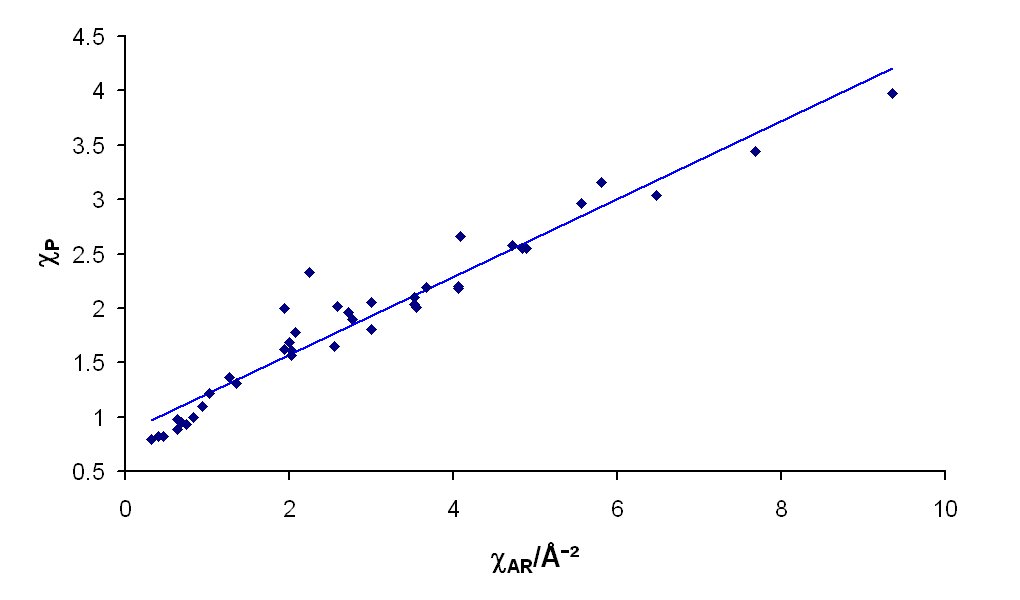
Zależność elektroujemności w skali Allreda–Rochowa (oś pozioma) i skali Paulinga (oś pionowa)

Wartość elektroujemności w skali Allreda-Rochowa można obliczyć ze wzoru:
{\displaystyle AR=0{,}744+{\frac {0{,}359\cdot Z}{r^{2}}},}
gdzie: {\displaystyle r} wyrażone jest angstremach.
Różnice między skalą Allreda i Paulinga dochodzą do 1. Skala Allreda daje często lepsze wyniki praktyczne od skali Paulinga, gdyż bierze pod uwagę nie tylko ogólny stosunek ładunku elektronów do promienia walencyjnego, lecz także bezpośrednie oddziaływanie poszczególnych elektronów z jądrem.

| Grupa →    | 1       | 2       | 3       | 4       | 5       | 6       | 7       | 8       | 9       | 10      | 11      | 12      | 13      | 14      | 15      | 16      | 17      | 18      |  |
| ---------- | ------- | ------- | ------- | ------- | ------- | ------- | ------- | ------- | ------- | ------- | ------- | ------- | ------- | ------- | ------- | ------- | ------- | ------- |  |
| ↓ Okres    |         |         |         |         |         |         |         |         |         |         |         |         |         |         |         |         |         |         |  |
| 1          | H 2,20  |         |         |         |         |         |         |         |         |         |         |         |         |         |         |         |         | He 5,50 |  |
| 2          | Li 0,97 | Be 1,47 |         |         |         |         |         |         |         |         |         |         | B 2,01  | C 2,50  | N 3,07  | O 3,50  | F 4,10  | Ne 4,84 |  |
| 3          | Na 1,01 | Mg 1,23 |         |         |         |         |         |         |         |         |         |         | Al 1,47 | Si 1,74 | P 2,06  | S 2,44  | Cl 2,83 | Ar 3,20 |  |
| 4          | K 0,91  | Ca 1,04 | Sc 1,20 | Ti 1,32 | V 1,45  | Cr 1,56 | Mn 1,60 | Fe 1,64 | Co 1,70 | Ni 1,75 | Cu 1,75 | Zn 1,66 | Ga 1,82 | Ge 2,02 | As 2,20 | Se 2,48 | Br 2,74 | Kr 2,94 |  |
| 5          | Rb 0,89 | Sr 0,99 | Y 1,11  | Zr 1,22 | Nb 1,23 | Mo 1,30 | Tc 1,36 | Ru 1,42 | Rh 1,45 | Pd 1,35 | Ag 1,42 | Cd 1,46 | In 1,49 | Sn 1,72 | Sb 1,82 | Te 2,01 | I 2,21  | Xe 2,40 |  |
| 6          | Cs 0,86 | Ba 0,97 | *       | Hf 1,23 | Ta 1,33 | W 1,40  | Re 1,46 | Os 1,52 | Ir 1,55 | Pt 1,44 | Au 1,42 | Hg 1,44 | Tl 1,44 | Pb 1,55 | Bi 1,67 | Po 1,76 | At 1,90 | Rn      |  |
| 7          | Fr 0,86 | Ra 0,97 | **      | Rf      | Db      | Sg      | Bh      | Hs      | Mt      | Ds      | Rg      | Cn      | Nh      | Fl      | Mc      | Lv      | Ts      | Og      |  |
|            |         |         |         |         |         |         |         |         |         |         |         |         |         |         |         |         |         |         |  |
| Lantanowce | *       | La 1,08 | Ce 1,08 | Pr 1,07 | Nd 1,07 | Pm 1,07 | Sm 1,07 | Eu 1,01 | Gd 1,11 | Tb 1,10 | Dy 1,10 | Ho 1,10 | Er 1,11 | Tm 1,11 | Yb 1,06 | Lu 1,14 |         |         |  |
| Aktynowce  | **      | Ac 1,00 | Th 1,11 | Pa 1,14 | U 1,22  | Np 1,22 | Pu 1,22 | Am 1,2  | Cm 1,2  | Bk 1,2  | Cf 1,2  | Es 1,2  | Fm 1,2  | Md 1,2  | No 1,2  | Lr      |         |         |  |
|            |         |         |         |         |         |         |         |         |         |         |         |         |         |         |         |         |         |         |  |

## Skala Mullikena
Skalą biorącą pod uwagę rzeczywisty stan atomu w danej cząsteczce, a więc liczbę i rodzaj wiązań w jakich uczestniczy atom w danym momencie, jest skala Mullikena. W skali Mullikena jednak pierwiastki mają zmienną elektroujemność, zależną od tego w jakim związku występują, więc jest ona trudna do stosowania w praktyce.